# Naturschutzgebiet Lückenkopf
Das Naturschutzgebiet Lückenkopf mit einer Größe von 2,45 ha liegt südwestlich von Berge im Stadtgebiet von Medebach. Es wurde 2003 mit dem Landschaftsplan Medebach durch den Hochsauerlandkreis als Naturschutzgebiet (NSG) ausgewiesen. Das NSG ist Teil des Europäischen Vogelschutzgebiets Medebacher Bucht.

## Gebietsbeschreibung
Im NSG handelt es sich um ein flachwelliges Grünlandgebiet mit flachen Härtlingszügen, örtlich durchsetzt von wenigen Einzelsträuchern und Besenginster-Gebüsch. Das Fehlen scharfer Nutzungsparzellen und die weichen Übergänge zwischen Offenland und Besenginster-Gebüsch erinnern an alte Weide-Landschaften. 
Das Gebiet bildet die Kernzone eines typischen Neuntöter-Lebensraumes. 

## Pflanzenarten im NSG
Im NSG kommen gefährdete Pflanzenarten vor. Auswahl vom Landesamt für Natur, Umwelt und Verbraucherschutz Nordrhein-Westfalen dokumentierter Pflanzenarten im Gebiet: Acker-Hornkraut, Besenginster, Blutwurz, Borstgras, Echtes Labkraut, Gänseblümchen, Gamander-Ehrenpreis, Gewöhnliches Ferkelkraut, Harzer Labkraut, Kleine Bibernelle, Kleines Habichtskraut, Knolliger Hahnenfuß, Körner-Steinbrech, Magerwiesen-Margerite, Quellen-Hornkraut, Rundblättrige Glockenblume, Saat-Hohlzahn, Scharfer Hahnenfuß, Spitz-Wegerich, Weißes Labkraut, Wiesen-Kümmel und Wiesen-Schafgarbe.

## Schutzzweck
Das NSG soll das Grünland mit seinem Arteninventar schützen. Wie bei allen Naturschutzgebieten in Deutschland wurde in der Schutzausweisung darauf hingewiesen, dass das Gebiet „wegen der Seltenheit, besonderen Eigenart und Schönheit des Gebietes“ zum Naturschutzgebiet erklärt wurde.